# ブラサック (タルヌ県)
ブラサック （Brassac、オック語:Braçac）は、フランス、オクシタニー地域圏、タルヌ県のコミューン。

## 地理
県南東部に位置し、花崗岩のシドブル山地の入り口にあたる。アグー川谷の深部であり、ラコーヌ山地の西側斜面になる。カストルとは24km、マザメとは29km離れている。コミューンを介する主要道は、県道22号線である。最も近い鉄道駅はカストル駅で、ブラサックとは25km離れている。

## 歴史
ボネリー領主ウードによって13世紀にブラサックはつくられた。中世の橋と2つの城が残っている。Brassac de BelfourtésとBrassac-de-Castelnauの2つのコミューンが1790年から1794年の間に合併し、ブラサックの名を名乗るようになった。
コミューンは19世紀に繊維業（羊毛）によって発展した。

## 人口統計
| 1962年 | 1968年 | 1975年 | 1982年 | 1990年 | 1999年 | 2009年 | 2014年 |
| ------ | ------ | ------ | ------ | ------ | ------ | ------ | ------ |
| 1578   | 1611   | 1629   | 1671   | 1539   | 1427   | 1396   | 1298   |

参照元:1962年から1999年までは複数コミューンに住所登録をする者の重複分を除いたもの。それ以降は当該コミューンの人口統計によるもの。1999年までEHESS/Cassini、2006年以降INSEE。

## ギャラリー

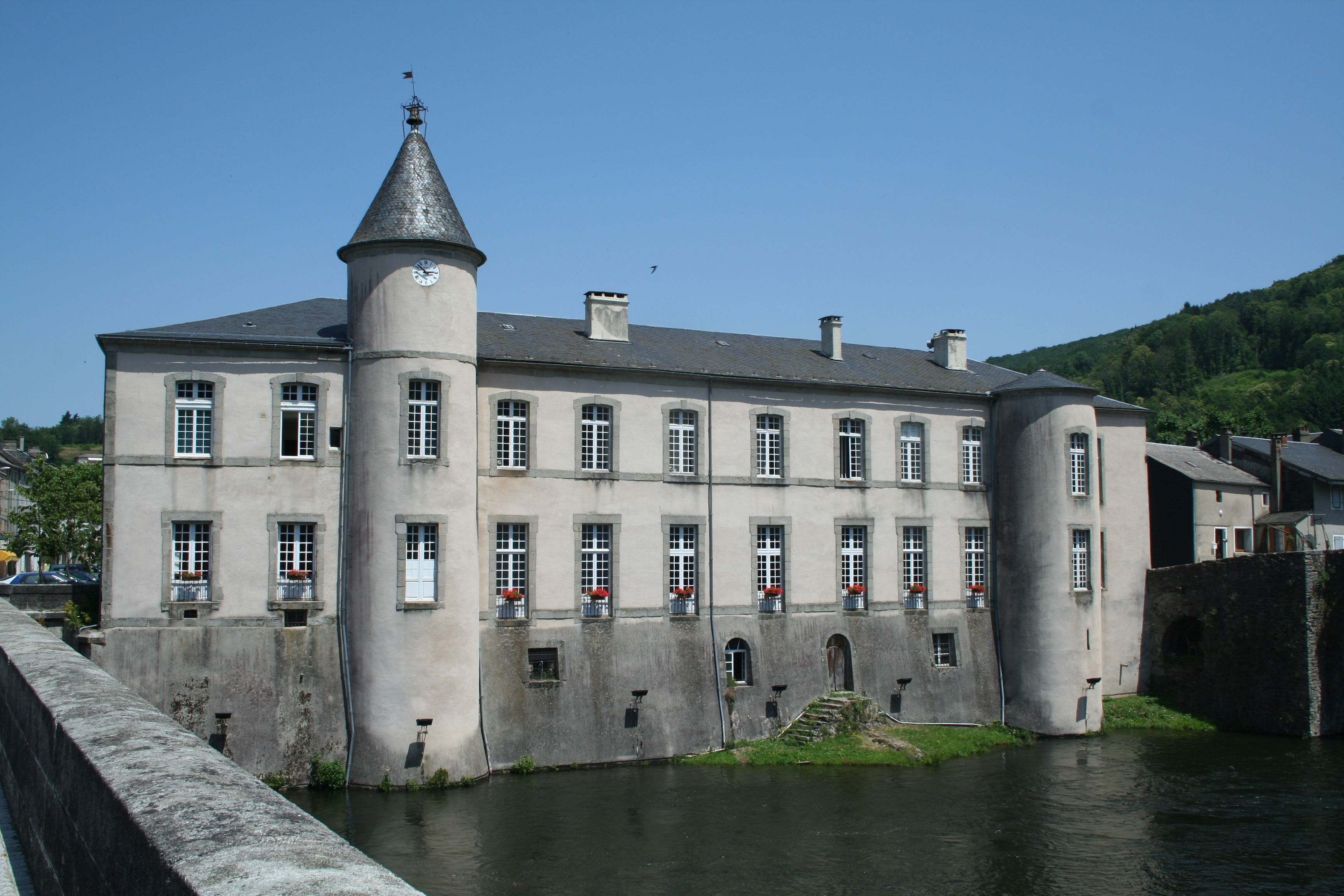
右岸の城。現在はコミューン役場
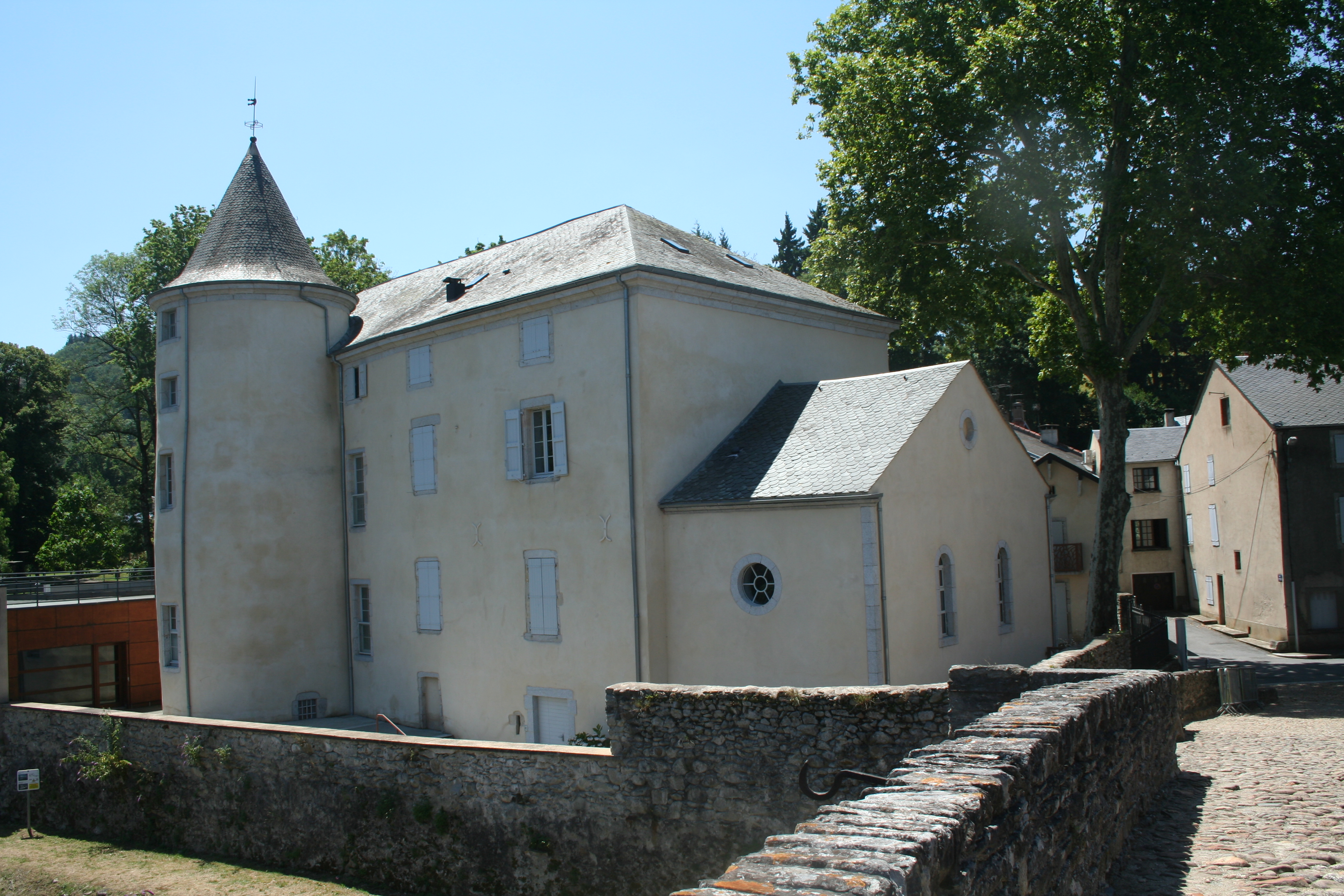
左岸の城
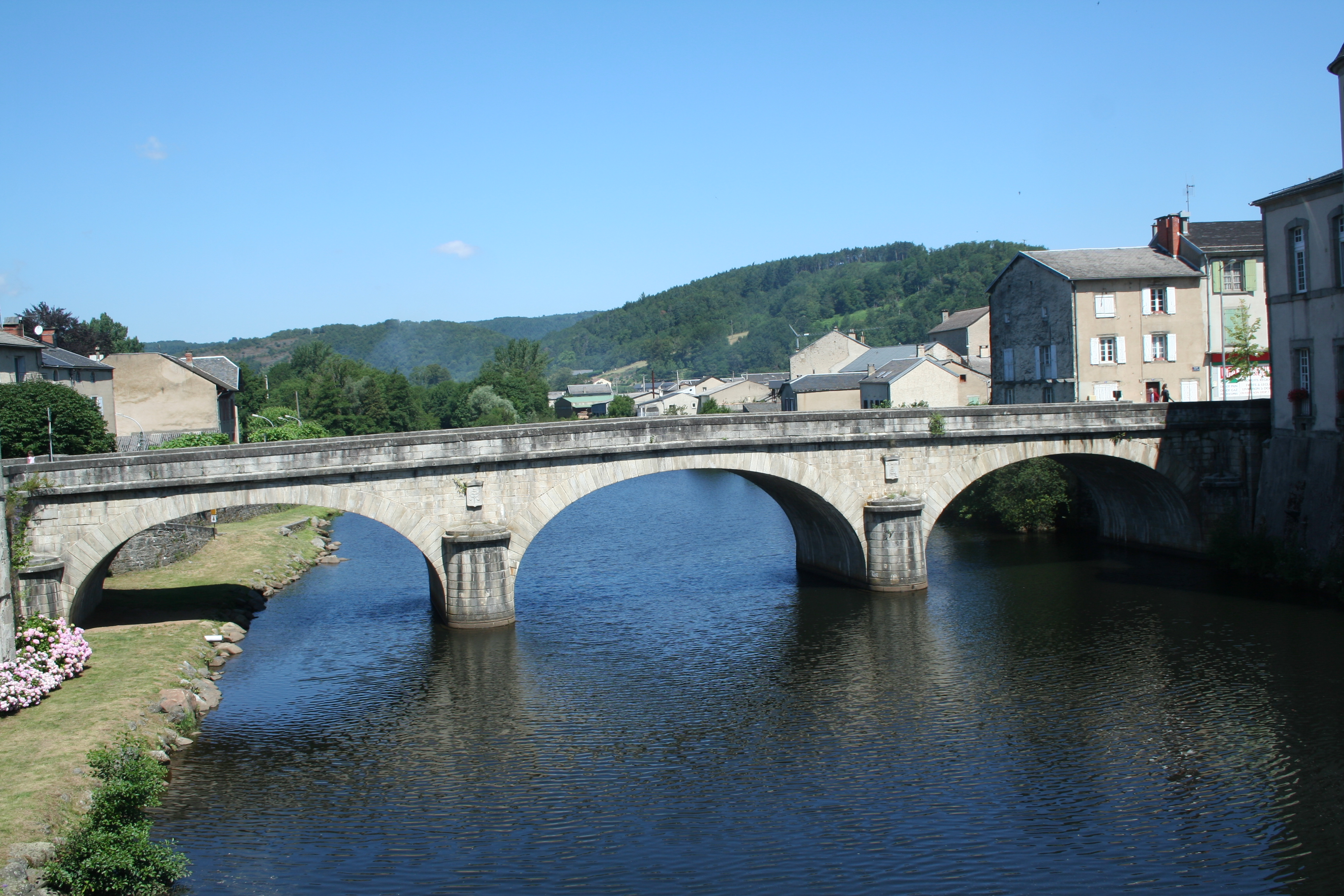
アグー川に架かる橋
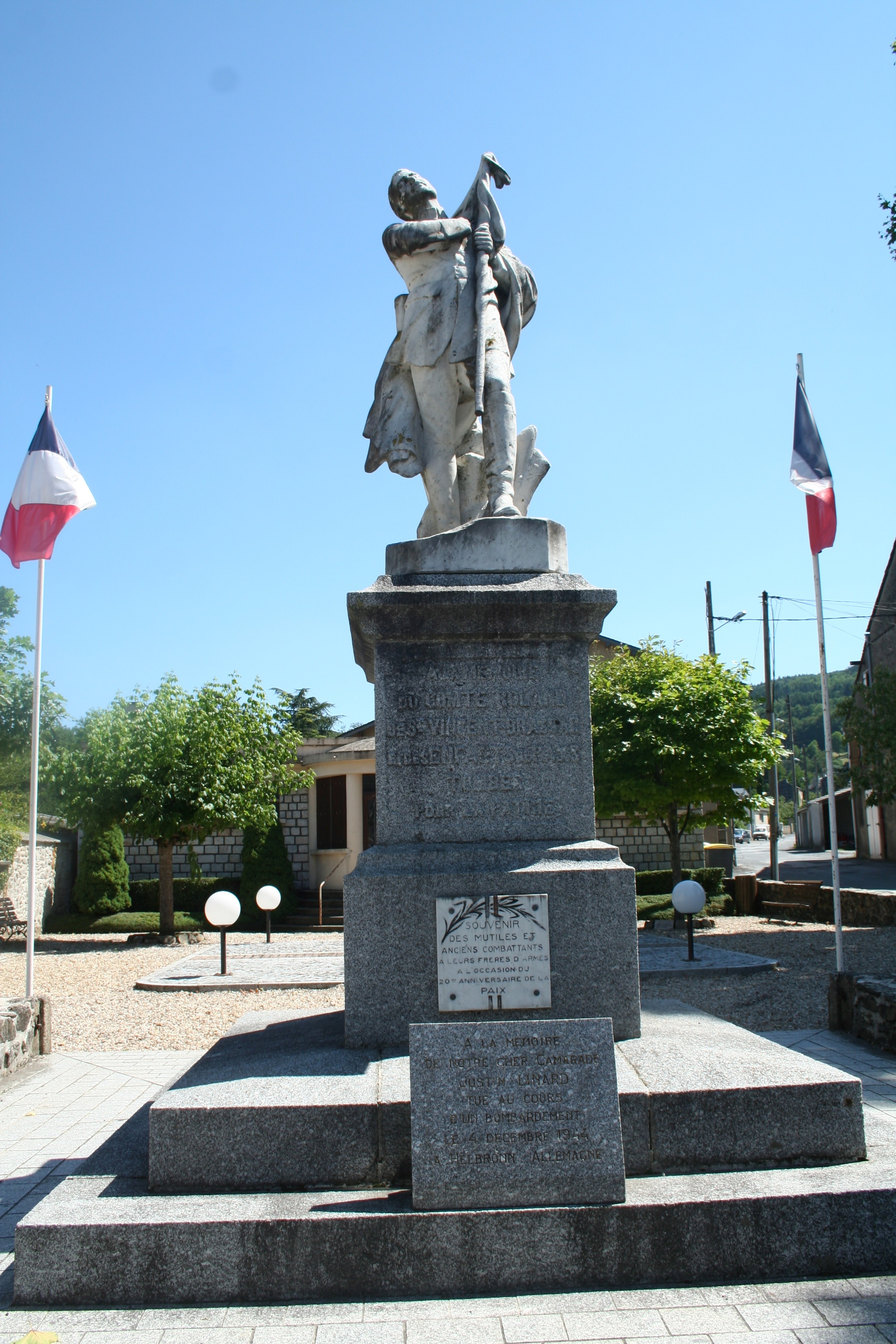
第一次世界大戦戦死者記念碑